# Rzut dyskiem
Rzut dyskiem – jedna z technicznych konkurencji lekkoatletycznych polegająca na wyrzuceniu siłą ramienia (jedną ręką) dysku, na jak największą odległość. Rzut odbywa się z koła o średnicy 2,5 m otoczonego siatką ochronną o wysokości 4 m i wylotem z przodu 6 m. Aby rzut był ważny dysk musi upaść w wycinku koła o kącie 40 stopni. Dysk ma wagę dwóch kilogramów dla mężczyzn i jednego kilograma dla kobiet.

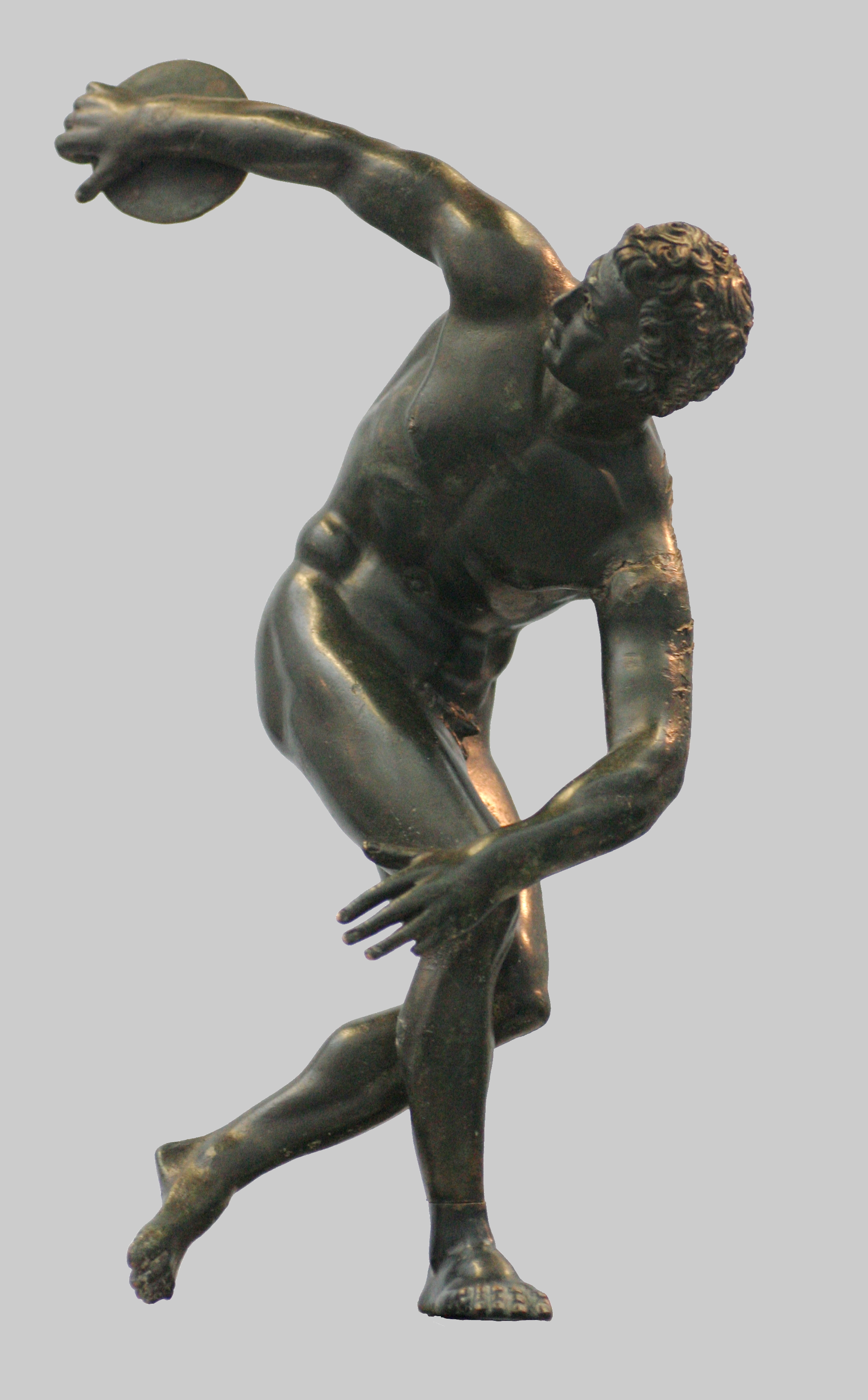
Posąg dyskobola

Zawodnik staje tyłem do kierunku rzutu, po czym wykonuje obrót, trzymając dysk w wyprostowanej w łokciu ręce. Podczas obrotu i po wykonaniu rzutu nie wolno zawodnikowi nadepnąć lub przekroczyć metalowej obręczy koła. Koło opuszcza jego tylną częścią. Jeśli zawodnik opuści koło przed upadkiem dysku w pole rzutu próba nie jest zaliczona.
Pomiar rzutu odbywa się za pomocą taśmy, która przechodzi przez środek koła i ślad dysku.

## Najlepsi zawodnicy wszech czasów
Poniższe tabele przedstawiają listy 10 najlepszych dyskoboli i dyskobolek w historii tej konkurencji (stan na 24 maja 2025).

### mężczyźni
zobacz więcej na stronach World Athletics

### kobiety
zobacz więcej na stronach World Athletics

## Chronologia rekordu świata w rzucie dyskiem

### Mężczyźni[1]
| Wynik   | Zawodnik            | Reprezentacja     | Data                      | Miejsce             |
| ------- | ------------------- | ----------------- | ------------------------- | ------------------- |
| 47,58 m | James Duncan        | Stany Zjednoczone | 27 maja 1912(dts)         | Nowy Jork           |
| 47,61 m | Thomas Lieb         | Stany Zjednoczone | 14 września 1924(dts)     | Chicago             |
| 47,89 m | Glenn Hartranft     | Stany Zjednoczone | 2 maja 1925(dts)          | San Francisco       |
| 48,20 m | Bud Houser          | Stany Zjednoczone | 3 kwietnia 1926(dts)      | Palo Alto           |
| 49,90 m | Eric Krenz          | Stany Zjednoczone | 9 marca 1929(dts)         | Palo Alto           |
| 51,03 m | Eric Krenz          | Stany Zjednoczone | 17 maja 1930(dts)         | Palo Alto           |
| 51,73 m | Paul Jessup         | Stany Zjednoczone | 23 sierpnia 1930(dts)     | Pittsburgh          |
| 52,42 m | Harald Andersson    | Szwecja           | 25 sierpnia 1934(dts)     | Oslo                |
| 53,10 m | Willy Schröder      | III Rzesza        | 28 kwietnia 1935(dts)     | Magdeburg           |
| 53,26 m | Archie Harris       | Stany Zjednoczone | 20 czerwca 1941(dts)      | Palo Alto           |
| 53,34 m | Adolfo Consolini    | Włochy            | 26 października 1941(dts) | Mediolan            |
| 54,23 m | Adolfo Consolini    | Włochy            | 14 kwietnia 1946(dts)     | Mediolan            |
| 54,93 m | Bob Fitch           | Stany Zjednoczone | 8 czerwca 1946(dts)       | Minneapolis         |
| 55,33 m | Adolfo Consolini    | Włochy            | 10 października 1948(dts) | Mediolan            |
| 56,46 m | Fortune Gordien     | Stany Zjednoczone | 9 lipca 1949(dts)         | Lizbona             |
| 56,97 m | Fortune Gordien     | Stany Zjednoczone | 14 sierpnia 1949(dts)     | Hämeenlinna         |
| 57,93 m | Sim Iness           | Stany Zjednoczone | 20 czerwca 1953(dts)      | Lincoln             |
| 58,10 m | Fortune Gordien     | Stany Zjednoczone | 11 lipca 1953(dts)        | Pasadena            |
| 59,28 m | Fortune Gordien     | Stany Zjednoczone | 22 sierpnia 1953(dts)     | Pasadena            |
| 59,91 m | Edmund Piątkowski   | Polska            | 14 czerwca 1959(dts)      | Warszawa            |
| 59,91 m | Rink Babka          | Stany Zjednoczone | 12 sierpnia 1960(dts)     | Walnut              |
| 60,56 m | Jay Silvester       | Stany Zjednoczone | 11 sierpnia 1961(dts)     | Frankfurt nad Menem |
| 60,72 m | Jay Silvester       | Stany Zjednoczone | 20 sierpnia 1961(dts)     | Bruksela            |
| 61,10 m | Al Oerter           | Stany Zjednoczone | 18 maja 1962(dts)         | Los Angeles         |
| 61,64 m | Władimir Trusieniow | ZSRR              | 4 czerwca 1962(dts)       | Leningrad           |
| 62,45 m | Al Oerter           | Stany Zjednoczone | 1 lipca 1962(dts)         | Chicago             |
| 62,62 m | Al Oerter           | Stany Zjednoczone | 27 kwietnia 1963(dts)     | Walnut              |
| 62,94 m | Al Oerter           | Stany Zjednoczone | 25 kwietnia 1964(dts)     | Walnut              |
| 64,55 m | Ludvík Daněk        | Czechosłowacja    | 2 sierpnia 1964(dts)      | Turnov              |
| 65,22 m | Ludvík Daněk        | Czechosłowacja    | 12 października 1965(dts) | Sokolov             |
| 66,54 m | Jay Silvester       | Stany Zjednoczone | 25 maja 1968(dts)         | Modesto             |
| 68,40 m | Jay Silvester       | Stany Zjednoczone | 18 września 1968(dts)     | Reno                |
| 68,40 m | Rickard Bruch       | Szwecja           | 5 lipca 1972(dts)         | Sztokholm           |
| 68,48 m | John van Reenen     | Południowa Afryka | 14 marca 1975(dts)        | Stellenbosch        |
| 69,08 m | John Powell         | Stany Zjednoczone | 4 maja 1975(dts)          | Long Beach          |
| 69,18 m | Mac Wilkins         | Stany Zjednoczone | 24 kwietnia 1976(dts)     | Walnut              |
| 69,80 m | Mac Wilkins         | Stany Zjednoczone | 1 maja 1976(dts)          | San Jose            |
| 70,24 m | Mac Wilkins         | Stany Zjednoczone | 1 maja 1976(dts)          | San Jose            |
| 70,86 m | Mac Wilkins         | Stany Zjednoczone | 1 maja 1976(dts)          | San Jose            |
| 71,16 m | Wolfgang Schmidt    | NRD               | 9 sierpnia 1978(dts)      | Berlin              |
| 71,86 m | Jurij Dumczew       | ZSRR              | 29 maja 1983(dts)         | Moskwa              |
| 74,08 m | Jürgen Schult       | NRD               | 6 czerwca 1986(dts)       | Neubrandenburg      |
| 74,35 m | Mykolas Alekna      | Litwa             | 14 kwietnia 2024(dts)     | Ramona              |
| 74,89 m | Mykolas Alekna      | Litwa             | 13 kwietnia 2025(dts)     | Ramona              |
| 75,56 m | Mykolas Alekna      | Litwa             | 13 kwietnia 2025(dts)     | Ramona              |

### Kobiety[2]
| Wynik    | Zawodniczka         | Reprezentacja  | Data                      | Miejsce          |
| -------- | ------------------- | -------------- | ------------------------- | ---------------- |
| 27,39 m  | Yvonne Tembouret    | Francja        | 23 września 1923(dts)     | Paryż            |
| 27,70 m  | Lucie Petit         | Francja        | 14 lipca 1924(dts)        | Paryż            |
| 28,325 m | Lisette Petré       | Belgia         | 21 lipca 1924(dts)        | Bruksela         |
| 30,225 m | Lucienne Velu       | Francja        | 14 września 1924(dts)     | Paryż            |
| 31,15 m  | Marie Vidláková     | Czechosłowacja | 11 października 1925(dts) | Praga            |
| 34,15 m  | Halina Konopacka    | Polska         | 23 maja 1926(dts)         | Warszawa         |
| 38,34 m  | Milly Reuter        | Niemcy         | 22 sierpnia 1926(dts)     | Brunszwik        |
| 39,18 m  | Halina Konopacka    | Polska         | 4 września 1927(dts)      | Warszawa         |
| 39,62 m  | Halina Konopacka    | Polska         | 31 lipca 1928(dts)        | Amsterdam        |
| 40,345 m | Jadwiga Wajsówna    | Polska         | 15 maja 1932(dts)         | Pabianice        |
| 40,39 m  | Jadwiga Wajsówna    | Polska         | 16 maja 1932(dts)         | Łódź             |
| 40,84 m  | Grete Heublein      | Niemcy         | 19 czerwca 1932(dts)      | Hagen            |
| 42,43 m  | Jadwiga Wajsówna    | Polska         | 19 czerwca 1932(dts)      | Łódź             |
| 43,08 m  | Jadwiga Wajsówna    | Polska         | 15 lipca 1933(dts)        | Królewska Huta   |
| 43,795 m | Jadwiga Wajsówna    | Polska         | 11 sierpnia 1934(dts)     | Londyn           |
| 44,34 m  | Gisela Mauermayer   | III Rzesza     | 2 czerwca 1935(dts)       | Ulm              |
| 44,76 m  | Gisela Mauermayer   | III Rzesza     | 4 czerwca 1935(dts)       | Norymberga       |
| 45,53 m  | Gisela Mauermayer   | III Rzesza     | 23 czerwca 1935(dts)      | Monachium        |
| 46,10 m  | Gisela Mauermayer   | III Rzesza     | 29 czerwca 1935(dts)      | Jena             |
| 47,12 m  | Gisela Mauermayer   | III Rzesza     | 25 sierpnia 1935(dts)     | Drezno           |
| 48,31 m  | Gisela Mauermayer   | III Rzesza     | 11 lipca 1936(dts)        | Berlin           |
| 53,25 m  | Nina Dumbadze       | ZSRR           | 8 sierpnia 1948(dts)      | Moskwa           |
| 53,37 m  | Nina Dumbadze       | ZSRR           | 27 maja 1951(dts)         | Gori             |
| 53,61 m  | Nina Romaszkowa     | ZSRR           | 9 sierpnia 1952(dts)      | Odessa           |
| 57,04 m  | Nina Dumbadze       | ZSRR           | 18 października 1952(dts) | Tbilisi          |
| 57,15 m  | Tamara Press        | ZSRR           | 12 września 1960(dts)     | Rzym             |
| 57,43 m  | Tamara Press        | ZSRR           | 15 lipca 1961(dts)        | Moskwa           |
| 58,06 m  | Tamara Press        | ZSRR           | 1 września 1961(dts)      | Sofia            |
| 58,98 m  | Tamara Press        | ZSRR           | 20 września 1961(dts)     | Londyn           |
| 59,29 m  | Tamara Press        | ZSRR           | 18 maja 1963(dts)         | Moskwa           |
| 59,70 m  | Tamara Press        | ZSRR           | 11 sierpnia 1965(dts)     | Moskwa           |
| 61,26 m  | Liesel Westermann   | RFN            | 5 listopada 1967(dts)     | São Paulo        |
| 61,64 m  | Christine Spielberg | NRD            | 26 maja 1968(dts)         | Regis-Breitingen |
| 62,54 m  | Liesel Westermann   | RFN            | 24 lipca 1968(dts)        | Werdohl          |
| 62,70 m  | Liesel Westermann   | RFN            | 18 czerwca 1969(dts)      | Berlin           |
| 63,96 m  | Liesel Westermann   | RFN            | 27 września 1969(dts)     | Hamburg          |
| 64,22 m  | Faina Mielnik       | ZSRR           | 12 sierpnia 1971(dts)     | Helsinki         |
| 64,88 m  | Faina Mielnik       | ZSRR           | 4 września 1971(dts)      | Monachium        |
| 65,42 m  | Faina Mielnik       | ZSRR           | 31 maja 1972(dts)         | Moskwa           |
| 65,48 m  | Faina Mielnik       | ZSRR           | 24 czerwca 1972(dts)      | Augsburg         |
| 66,76 m  | Faina Mielnik       | ZSRR           | 4 sierpnia 1972(dts)      | Moskwa           |
| 67,32 m  | Argentina Menis     | Rumunia        | 23 września 1972(dts)     | Konstanca        |
| 67,44 m  | Faina Mielnik       | ZSRR           | 25 maja 1973(dts)         | Ryga             |
| 67,58 m  | Faina Mielnik       | ZSRR           | 10 lipca 1973(dts)        | Moskwa           |
| 69,48 m  | Faina Mielnik       | ZSRR           | 7 września 1973(dts)      | Edynburg         |
| 69,90 m  | Faina Mielnik       | ZSRR           | 27 maja 1974(dts)         | Praga            |
| 70,20 m  | Faina Mielnik       | ZSRR           | 20 sierpnia 1975(dts)     | Zurych           |
| 70,50 m  | Faina Mielnik       | ZSRR           | 24 kwietnia 1976(dts)     | Soczi            |
| 70,72 m  | Evelin Jahl         | NRD            | 12 sierpnia 1978(dts)     | Drezno           |
| 71,50 m  | Evelin Jahl         | NRD            | 10 maja 1980(dts)         | Poczdam          |
| 71,80 m  | Marija Petkowa      | Bułgaria       | 13 lipca 1980(dts)        | Sofia            |
| 73,26 m  | Galina Sawinkowa    | ZSRR           | 22 maja 1983(dts)         | Leselidze        |
| 73,36 m  | Irina Meszynski     | NRD            | 17 sierpnia 1984(dts)     | Praga            |
| 74,56 m  | Zdeňka Šilhavá      | Czechosłowacja | 26 sierpnia 1984(dts)     | Nitra            |
| 76,80 m  | Gabriele Reinsch    | NRD            | 9 lipca 1988(dts)         | Neubrandenburg   |

## Medaliści
- igrzysk olimpijskich: mężczyźni, kobiety

## Polscy dyskobole

### mężczyźni
- Edmund Piątkowski
- Józef Baran-Bilewski
- Zenon Begier
- Leszek Gajdziński
- Stanisław Wołodko
- Andrzej Bejrowski
- Stanisław Grabowski
- Dariusz Juzyszyn
- Eugeniusz Wachowski
- Mieczysław Szpak
- Eligiusz Pukownik
- Olgierd Stański
- Piotr Małachowski
- Robert Urbanek

### kobiety
- Halina Konopacka
- Genowefa Cejzik
- Jadwiga Wajsówna
- Stanisława Walasiewicz
- Irena Dobrzańska
- Kazimiera Rykowska
- Danuta Rosani
- Danuta Majewska
- Ewa Siepsiak
- Renata Katewicz
- Marzena Wysocka
- Joanna Wiśniewska
- Wioletta Potępa
- Żaneta Glanc

## Polscy medaliści wielkich imprez
| złote medale |
| ------------ |

- Sławosz Szydłowski – Akademickie Mistrzostwa Świata, Warszawa 1924
- Halina Konopacka – Światowe Igrzyska Kobiet, Göteborg 1926
- Halina Konopacka – Igrzyska Olimpijskie, Amsterdam 1928
- Halina Konopacka – Światowe Igrzyska Kobiet, Praga 1930
- Jadwiga Wajsówna – Światowe Igrzyska Kobiet, Londyn 1934
- Edmund Piątkowski – Mistrzostwa Europy, Sztokholm 1958
- Edmund Piątkowski – Światowe Igrzyska Studentów UIE, Wiedeń 1959
- Edmund Piątkowski – Uniwersjada, Sofia 1961
- Edmund Piątkowski – Światowe Igrzyska Studentów UIE, Helsinki 1962
- Renata Katewicz – Uniwersjada, Buffalo 1993
- Andrzej Krawczyk – Mistrzostwa Europy Juniorów, Nyíregyháza 1995
- Andrzej Krawczyk – Młodzieżowe Mistrzostwa Europy, Turku 1997
- Wioletta Potępa – Mistrzostwa Europy Juniorów, Ryga 1999
- Michał Hodun – Mistrzostwa Europy Juniorów, Grosseto 2001
- Bartosz Ratajczak – Gimnazjada, Caen 2002
- Wioletta Potępa – Uniwersjada, Izmir 2005
- Piotr Małachowski – Światowe Igrzyska Wojskowych, Hajdarabad 2007
- Piotr Małachowski – Mistrzostwa Świata Wojskowych, Sofia 2009
- Piotr Małachowski –Mistrzostwa Europy, Barcelona 2010
- Żaneta Glanc – Uniwersjada, Shenzhen 2011
- Piotr Małachowski – Mistrzostwa Świata, Pekin 2015
- Piotr Małachowski – Mistrzostwa Europy, Amsterdam 2016

| srebrne medale |
| -------------- |

- Genowefa Cejzik – Akademickie Mistrzostwa Świata, Budapeszt 1935
- Jadwiga Wajsówna – Igrzyska Olimpijskie, Berlin 1936
- Wacław Kuźmicki – Światowe Igrzyska Studentów UIE, Praga 1947
- Jarosław Grabowski – Europejskie Igrzyska Juniorów, Warszawa 1964
- Dariusz Juzyszyn – Uniwersjada, Edmonton 1983
- Joanna Wiśniewska – Uniwersjada, Palma de Mallorca 1999
- Joanna Wiśniewska – Igrzyska Frankofońskie, Ottawa 2001
- Kamil Grzegorczyk – Olimpijski festiwal młodzieży Europy, Paryż 2003
- Andrzej Krawczyk – Uniwersjada, Daegu 2003
- Piotr Małachowski – Młodzieżowe Mistrzostwa Europy, Erfurt 2005
- Piotr Małachowski – Igrzyska Olimpijskie, Pekin 2008
- Żaneta Glanc – Uniwersjada, Belgrad 2009
- Piotr Małachowski – Mistrzostwa Świata, Berlin 2009
- Wojciech Praczyk – Mistrzostwa Świata Juniorów, Barcelona 2012
- Piotr Małachowski – Mistrzostwa Świata, Moskwa 2013
- Piotr Małachowski – Światowe Igrzyska Wojskowych, Mungyeong 2015
- Piotr Małachowski – Igrzyska Olimpijskie, Rio de Janeiro, 2016

| brązowe medale |
| -------------- |

- Jadwiga Wajsówna – Igrzyska Olimpijskie, Los Angeles 1932
- Stanisława Walasiewicz – Akademickie Mistrzostwa Świata, Budapeszt 1935
- Witold Gerutto – Akademickie Mistrzostwa Świata, Monako 1939
- Jadwiga Wajsówna – Mistrzostwa Europy, Oslo 1946
- Helena Stachowicz – Światowe Igrzyska Studentów UIE, Praga 1947
- Edmund Piątkowski – Światowe Igrzyska Studentów UIE, Moskwa 1957
- Eugeniusz Wachowski – Akademickie Mistrzostwa Świata, Paryż 1957
- Eugeniusz Wachowski – Uniwersjada, Turyn 1959
- Wanda Harasimiuk – Europejskie Igrzyska Juniorów, Warszawa 1964
- Danuta Cymer – Mistrzostwa Europy Juniorów, Duisburg 1973
- Ryszard Idziak – Mistrzostwa Europy Juniorów, Bydgoszcz 1979
- Michał Hodun – Mistrzostwa Świata Juniorów, Kingston 2002
- Joanna Wiśniewska – Mistrzostwa Europy, Barcelona 2010

## Polscy finaliści olimpijscy (1-8)

### mężczyźni
- 2. Piotr Małachowski 67,82 2008
- 2. Piotr Małachowski 67,55 2016
- 5. Edmund Piątkowski 55,12 1960
- 6. Zenon Begier 57,06 1964
- 7. Edmund Piątkowski 55,81 1964
- 7. Edmund Piątkowski 59,40 1968

### kobiety
- 1. Halina Konopacka 39,62 1928
- 2. Jadwiga Wajs 46,22 1936
- 3. Jadwiga Wajs 38,74 1932
- 4. Jadwiga Wajs 39,30 1948
- 6. Stanisława Walasiewicz 33,60 1932
- 8. Genowefa Kobielska 32,72 1928

## Polscy finaliści mistrzostw świata (1-8)

### mężczyźni
- 1. Piotr Małachowski 67,40 2015
- 2. Piotr Małachowski 69,15 2009
- 2. Piotr Małachowski 69,11 2013
- 3. Robert Urbanek 65,18 2015
- 6. Robert Urbanek 64,32 2013

### kobiety
- 4. Żaneta Glanc 62,66 2009
- 4. Żaneta Glanc 63,91 2011
- 6. Joanna Wiśniewska 61,35 2009

## Polacy w dziesiątkach światowych tabel rocznych
| Kobiety | Mężczyźni |
| --- | --- |
| - 1925 – 1. Halina Konopacka, 33,405 - 1926 – 2. Halina Konopacka, 37,78 - 1927 – 1. Halina Konopacka, 39,18 - 1928 – 1. Halina Konopacka, 39,62 - 1929 – 6. Halina Konopacka, 37,15 - 1930 – 1. Halina Konopacka, 39,00 - 1930 – 2. Stanisława Walasiewicz, 38,99 - 1931 – 5. Halina Konopacka, 37,82 - 1932 – 1. Jadwiga Wajs, 42,43 - 1932 – 8. Stanisława Walasiewicz, 38,81 - 1933 – 1. Jadwiga Wajs, 43,08 - 1934 – 1. Jadwiga Wajs, 44,195 - 1935 – 2. Jadwiga Wajs, 42,02 - 1936 – 2. Jadwiga Wajs, 46,22 - 1936 – 8. Genowefa Cejzik, 39,85 - 1937 – 5. Jadwiga Wajs, 43,00 - 1946 – 4. Jadwiga Wajs, 41,15 - 1959 – 10. Kazimiera Rykowska, 51,41 - 1960 – 10. Kazimiera Rykowska, 53,65 - 1961 – 7. Kazimiera Rykowska, 53,10 - 1993 – 6. Renata Katewicz, 65,94 - 1994 – 10. Renata Katewicz, 65,72 - 2005 – 9. Marzena Wysocka, 64,57 - 2006 – 3. Wioletta Potępa, 66,01 - 2009 – 9. Żaneta Glanc, 63,96 - 2011 – 8. Żaneta Glanc, 63,99 - 2012 – 7. Żaneta Glanc, 65,34 | - 1957 – 9. Edmund Piątkowski, 54,67 - 1958 – 4. Edmund Piątkowski, 56,78 - 1959 – 1. Edmund Piątkowski, 59,91 - 1960 – 9. Edmund Piątkowski, 57,01 - 1961 – 2. Edmund Piątkowski, 60,47 - 1962 – 7. Edmund Piątkowski, 59,52 - 1963 – 9. Edmund Piątkowski, 58,66 - 1964 – 6. Edmund Piątkowski, 60,12 - 1964 – 9. Zenon Begier, 59,94 - 1964 – 10. Jerzy Klockowski, 59,76 - 1965 – 6. Zenon Begier, 60,49 - 1965 – 9. Edmund Piątkowski, 60,32 - 1966 – 6. Edmund Piątkowski, 61,06 - 2007 – 10. Piotr Małachowski, 66,61 - 2008 – 7. Piotr Małachowski, 68,65 - 2009 – 4. Piotr Małachowski, 69,15 - 2010 – 3. Piotr Małachowski, 69,83 - 2011 – 4. Piotr Małachowski, 68,49 - 2012 – 3. Piotr Małachowski, 68,94 - 2013 – 1. Piotr Małachowski, 71,84 - 2014 – 1. Piotr Małachowski, 69,28 |

## Polacy w rankinguTrack & Field News
| Mężczyźni | Kobiety |
| --- | --- |
| - 1957: 6. Edmund Piątkowski - 1958: 3. Edmund Piątkowski - 1959: 1. Edmund Piątkowski - 1960: 6. Edmund Piątkowski - 1961: 1. Edmund Piątkowski - 1962: 5. Edmund Piątkowski - 1963: 6. Edmund Piątkowski - 1964: 6. Edmund Piątkowski - 1964: 7. Zenon Begier - 1965: 3. Zenon Begier - 1965: 6. Edmund Piątkowski - 1966: 4. Edmund Piątkowski - 1966: 8. Zenon Begier - 1967: 5. Edmund Piątkowski - 1968: 10. Edmund Piątkowski - 2006: 6. Piotr Małachowski - 2007: 5. Piotr Małachowski - 2008: 2. Piotr Małachowski - 2009: 2. Piotr Małachowski - 2010: 2. Piotr Małachowski - 2011: 5. Piotr Małachowski - 2012: 5. Piotr Małachowski - 2013: 2. Piotr Małachowski - 2013: 6. Robert Urbanek - 2014: 2. Piotr Małachowski - 2014: 5. Robert Urbanek - 2015: 1. Piotr Małachowski - 2015: 2. Robert Urbanek - 2016: 1. Piotr Małachowski - 2016: 8. Robert Urbanek | - 1959: 9. Kazimiera Rykowska - 1961: 7. Kazimiera Rykowska - 1994: 8. Renata Katewicz - 2006: 4. Wioletta Potępa - 2007: 10. Joanna Wiśniewska - 2009: 4. Żaneta Glanc - 2010: 9. Joanna Wiśniewska - 2010: 10. Żaneta Glanc - 2011: 4. Żaneta Glanc - 2012: 6. Żaneta Glanc - 2013: 7. Żaneta Glanc |